# Lafferty (Ohio)
Lafferty es un lugar designado por el censo ubicado en el condado de Belmont en el estado estadounidense de Ohio. En el Censo de 2010 tenía una población de 304 habitantes y una densidad poblacional de 123,55 personas por km².

## Geografía
Lafferty se encuentra ubicado en las coordenadas 40°7′00″N 81°1′19″O / 40.11667, -81.02194. Según la Oficina del Censo de los Estados Unidos, Lafferty tiene una superficie total de 2.46 km², de la cual 2.42 km² corresponden a tierra firme y (1.47%) 0.04 km² es agua.

## Demografía
Según el censo de 2010, había 304 personas residiendo en Lafferty. La densidad de población era de 123,55 hab./km². De los 304 habitantes, Lafferty estaba compuesto por el 97.04% blancos, el 0.99% eran afroamericanos, el 0.33% eran amerindios, el 0.33% eran asiáticos, el 0% eran isleños del Pacífico, el 0% eran de otras razas y el 1.32% pertenecían a dos o más razas. Del total de la población el 0.99% eran hispanos o latinos de cualquier raza.